# Bruno Brazil
Bruno Brazil è una serie di fumetti franco-belga scritta da Greg, con lo pseudonimo di Louis Albert, e disegnata da William Vance .

## Storia editoriale
Inizialmente è stato serializzata sulla rivista di fumetti franco-belga Tintin, a partire dal 17 gennaio 1967. La prima pubblicazione dell'album è stata nel 1969, mentre l'ultimo album è stato pubblicato per la prima volta nel 1995. Mentre l'editore Dargaud aveva inizialmente pubblicato la serie fino al penultimo volume, i diritti sono stati infine ceduti a Le Lombard, che fa parte della stessa holding, Média-Participations, che ha pubblicato il numero finale.
In Italia le storie del personaggio sono state pubblicate a partire dagli anni '60 sul Corriere dei Piccoli e sugli Albi Ardimento. Nel 2016 la collana Avventura della Gazzetta dello Sport ha pubblicato in 5 albi gli episodi . Dal 2013 la casa editrice Nona Arte ha stampato in tre volumi l'edizione integrale del personaggio
.

## Sinossi
Bruno Brazil è il capo di una piccola unità di combattimento d'élite dei servizi segreti americani, il "Cayman Command", di cui ogni membro possiede alcune abilità speciali. Insieme combattono il crimine.

## Personaggi ricorrenti
- Bruno Brazil, il protagonista. Un esperto agente segreto
- Gaucho Morales, un abile gangster. Membro del team grazie ai suoi talenti e contatti.
- Whip Rafale, un ex artista circense ed esperto di frusta.
- Texas Bronco, ex cowboy da rodeo, la forza fisica è il suo talento.
- Billy Brazil, fratello minore di Bruno Brazil. Appena uscito dall'accademia militare.
- Lafayette chiamato "Big Boy", un astuto ex fantino.
- Tony Nomade chiamato "Le Nomade",  sostituisce  Big Boy dopo la sua scomparsa.
- Le Colonel L, comandante dell'unità d'élite.

## Album
- 1. Le requin qui mourut deux fois, 1969, Dargaud
- 2. Commando Caiman, 1970, Dargaud
- 3. Les yeux sans visage, 1971, Dargaud
- 4. La  cité pétrifiée, 1972, Dargaud
- 5. La nuit des chacals, 1973, Dargaud
- 6. Sarabande à Sacramento, 1974, Dargaud
- 7. Des caïmans dans la rizière, 1975, Dargaud
- 8. Orage aux Aléoutiennes, 1976, Dargaud
- 9. Quitte ou double pour Alak 6, 1977, Dargaud
- 10. Dossier Bruno Brazil, 1977, Dargaud
- 11. La fin...!??, 1995, Le Lombard